# Missulena
Missulena Walckenaer, 1805 è un genere di ragni appartenente alla famiglia Actinopodidae.

## Caratteristiche
In inglese sono detti mouse-spider (ragni-topo) per la diffusa credenza che questi ragni scavano tane profonde come i topi, credenza oggi appurata per falsa.
Il loro morso è alquanto potente ma non lascia postumi pericolosi né immette veleni pericolosi nel circolo sanguigno. In Australia, dove è diffuso, sono stati approntati antidoti efficaci per i morsi più gravi.

## Descrizione
Sono ragni di dimensioni fra 1 e 3 centimetri, medio-grandi per la taglia di un ragno, provvisti di un cefalotorace lucido, la cui pars cephalica è ben sollevata mentre cammina. Hanno dimorfismo sessuale e le loro filiere sono di piccole dimensioni.

### Colorazione
Le femmine sono di colore nero, mentre i maschi assumono colorazioni specifiche, anche vivaci, a seconda della specie: M. bradley ha un vivido colore bluastro, mentre M. occatoria è blu scura con i cheliceri e la pars cephalica rosso acceso.

## Etologia
In modo simile ai Liphistiidae vivono in cunicoli, ricoperti da piccole botole, profondi fino a 30 centimetri: mentre le femmine rimangono quasi in pianta stabile nelle loro tane, i maschi sono in giro in cerca di prede da uccidere.
Predano insetti di vario genere e altri piccoli animali; a loro volta sono un ghiotto boccone per scorpioni, vespe e millepiedi.

## Morsicatura

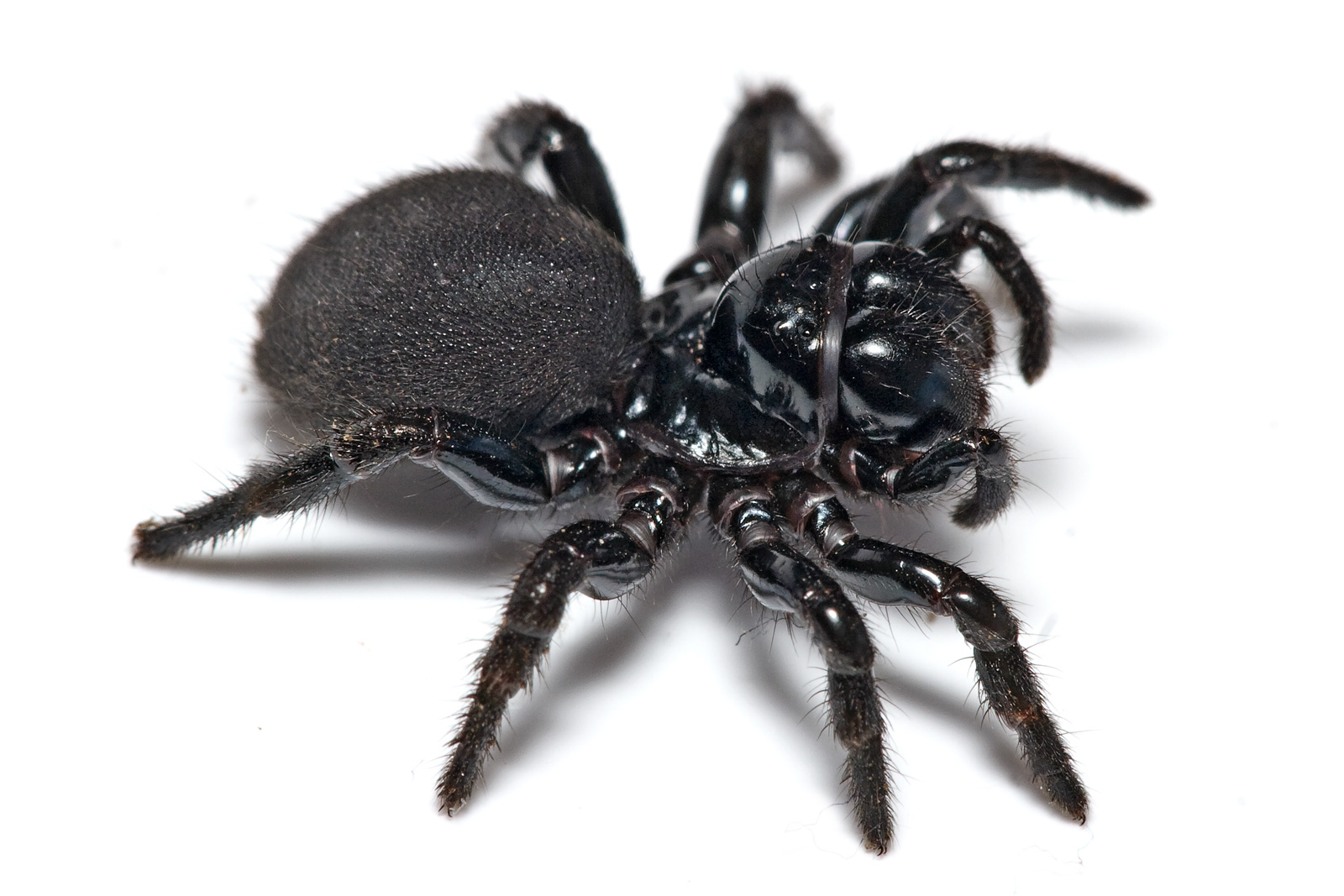
Missulena bradleyi, femmina

Il loro morso provoca lesioni di una certa gravità, simile a quello dei ragni Hexathelidae; la maggior parte dei morsi, comunque, non richiede l'antidoto né provoca gravi intossicazioni. È stato inoltre riscontrato che le tossine presenti nel veleno di M. bradley sono molto simili a quelle presenti nel genere Atrax, per cui un'eventuale somministrazione di antidoto è efficace per tutte e due specie di ragni.

## Distribuzione
Il genere è diffuso, 12 specie su 13, in Australia. Unica eccezione è la M. tussulena, endemica del Cile.

## Tassonomia
Dal 1996 non sono stati esaminati altri esemplari di questo genere.
Attualmente, a giugno 2013, si compone di 13 specie:
- Missulena bradleyi Rainbow, 1914 — Nuovo Galles del Sud
- Missulena dipsaca Faulder, 1995 — Australia
- Missulena faulderi Harms & Framenau, 2013 — Australia occidentale
- Missulena granulosa (O. P.-Cambridge, 1869) — Australia occidentale
- Missulena hoggi Womersley, 1943 — Australia occidentale
- Missulena insignis (O. P.-Cambridge, 1877) — Australia
- Missulena langlandsi Harms & Framenau, 2013 — Australia occidentale
- Missulena occatoria Walckenaer, 1805[3] — Australia meridionale
- Missulena pruinosa Levitt-Gregg, 1966 — Australia occidentale, Territorio del Nord
- Missulena reflexa Rainbow & Pulleine, 1918 — Australia meridionale
- Missulena rutraspina Faulder, 1995 — Australia occidentale, Australia meridionale, Victoria
- Missulena torbayensis Main, 1996 — Australia occidentale
- Missulena tussulena Goloboff, 1994 — Cile